# Wereldbeker veldrijden 2017-2018
De wereldbeker veldrijden 2017-2018 was het 25ste seizoen van het regelmatigheidscriterium in het veldrijden. De wereldbeker werd georganiseerd door de Internationale Wielerunie (UCI) en kan gezien worden als het belangrijkste regelmatigheidscriterium in het veldrijden. Het is tevens de meest internationale. De wereldbeker telde in het seizoen 2017-2018 negen crossen, met de toevoeging van de veldritten in Waterloo, Verenigde Staten en de Cross Denmark in de Deense plaats Bogense. De meerderheid van de crossen werd georganiseerd in Europa, maar er waren ook twee crossen in de Verenigde Staten. 
Bij de mannen was Wout van Aert de verdedigende kampioen, bij de vrouwen Sophie de Boer. Dit seizoen won Mathieu van der Poel zeven van de negen crossen en pakte zo zijn eerste eindoverwinning in de wereldbeker. Bij de vrouwen veroverde Sanne Cant haar derde eindoverwinning.
De wereldbeker bestond uit de volgende categorieën:
- Mannen elite: 23 jaar en ouder
- Vrouwen elite: 17 jaar en ouder
- Mannen beloften: 19 t/m 22 jaar
- Jongens junioren: 17 t/m 18 jaar

## Puntenverdeling
De top vijftig van de categorieën mannen en vrouwen elite ontvingen punten aan de hand van de volgende tabel:
| Positie | 1  | 2  | 3  | 4  | 5  | 6  | 7  | 8  | 9  | 10 | 11 | 12 | 13 | 14 | 15 | 16 | 17 | 18 | 19 | 20 | 21 | 22 | 23 | 24 | 25 |
| Punten  | 80 | 70 | 65 | 60 | 55 | 50 | 48 | 46 | 44 | 42 | 40 | 39 | 38 | 37 | 36 | 35 | 34 | 33 | 32 | 31 | 30 | 29 | 28 | 27 | 26 |
|         |    |    |    |    |    |    |    |    |    |    |    |    |    |    |    |    |    |    |    |    |    |    |    |    |    |
| Positie | 26 | 27 | 28 | 29 | 30 | 31 | 32 | 33 | 34 | 35 | 36 | 37 | 38 | 39 | 40 | 41 | 42 | 43 | 44 | 45 | 46 | 47 | 48 | 49 | 50 |
| Punten  | 25 | 24 | 23 | 22 | 21 | 20 | 19 | 18 | 17 | 16 | 15 | 14 | 13 | 12 | 11 | 10 | 9  | 8  | 7  | 6  | 5  | 4  | 3  | 2  | 1  |

## Mannen elite

### Kalender en podia
| Datum      | Locatie                              | Eerste               | Tweede               | Derde                  | Leider in het klassement |
| ---------- | ------------------------------------ | -------------------- | -------------------- | ---------------------- | ------------------------ |
| 17/09/2017 | Jingle Cross, Iowa City              | Mathieu van der Poel | Laurens Sweeck       | Quinten Hermans        | Mathieu van der Poel     |
| 24/09/2017 | Wereldbeker Waterloo, Waterloo       | Mathieu van der Poel | Corné van Kessel     | Daan Soete             | Mathieu van der Poel     |
| 22/10/2017 | Duinencross, Koksijde                | Mathieu van der Poel | Lars van der Haar    | Wout van Aert          | Mathieu van der Poel     |
| 19/11/2017 | Cross Denmark, Bogense               | Mathieu van der Poel | Wout van Aert        | Toon Aerts             | Mathieu van der Poel     |
| 25/11/2017 | Wereldbeker Zeven, Zeven             | Wout van Aert        | Mathieu van der Poel | Toon Aerts             | Mathieu van der Poel     |
| 17/12/2017 | Citadelcross, Namen                  | Wout van Aert        | Toon Aerts           | Mathieu van der Poel   | Mathieu van der Poel     |
| 26/12/2017 | GP Eric De Vlaeminck, Heusden-Zolder | Mathieu van der Poel | Laurens Sweeck       | Wout van Aert          | Mathieu van der Poel     |
| 21/01/2018 | Cyclocross Nommay, Nommay            | Mathieu van der Poel | Wout van Aert        | Toon Aerts             | Mathieu van der Poel     |
| 28/01/2018 | GP Adrie van der Poel, Hoogerheide   | Mathieu van der Poel | Wout van Aert        | Michael Vanthourenhout | Mathieu van der Poel     |

### Eindstand
| Pos. | Renner                 | Team                     | IOW | WAT | KOK | BOG | ZEV | NAM | HEU | NOM | HOO | Punten |
| ---- | ---------------------- | ------------------------ | --- | --- | --- | --- | --- | --- | --- | --- | --- | ------ |
| 1    | Mathieu van der Poel   | Beobank-Corendon         | 1   | 1   | 1   | 1   | 2   | 3   | 1   | 1   | 1   | 695    |
| 2    | Wout van Aert          | Veranda's Willems-Crelan | 14  | 7   | 3   | 2   | 1   | 1   | 3   | 2   | 2   | 585    |
| 3    | Toon Aerts             | Telenet-Fidea Lions      | 7   | 8   | 11  | 3   | 3   | 2   | 8   | 3   | 7   | 493    |
| 4    | Michael Vanthourenhout | Marlux-Napoleon Games    | 6   | 4   | 8   | 9   | 5   | 5   | 9   | 5   | 3   | 474    |
| 5    | Laurens Sweeck         | ERA-Circus               | 2   | 21  | 4   | 7   | 19  | 8   | 2   | 6   | 4   | 466    |
| 6    | Kevin Pauwels          | Marlux-Napoleon Games    | 4   | 6   | 12  | 10  | 6   | 4   | 12  | 10  | 5   | 437    |
| 7    | Corné van Kessel       | Telenet-Fidea Lions      | 12  | 2   | 14  | 6   | 4   | 6   | 6   | 18  | 12  | 428    |
| 8    | Tim Merlier            | Veranda's Willems-Crelan | 17  | 5   | 22  | 5   | 13  | 12  | 7   | 4   | 6   | 408    |
| 9    | Daan Soete             | Telenet-Fidea Lions      | 11  | 3   | 6   | 20  | 17  | 9   | 5   | 13  | 13  | 395    |
| 10   | Lars van der Haar      | Telenet-Fidea Lions      | 5   | 17  | 2   | 4   | 11  | 19  | 4   | DNF | 9   | 395    |

## Vrouwen elite

### Kalender en podia
| Datum      | Locatie                              | Eerste            | Tweede            | Derde                  | Leidster in het klassement |
| ---------- | ------------------------------------ | ----------------- | ----------------- | ---------------------- | -------------------------- |
| 17/09/2017 | Jingle Cross, Iowa City              | Kateřina Nash     | Kaitlin Keough    | Sanne Cant             | Kateřina Nash              |
| 24/09/2017 | Wereldbeker Waterloo, Waterloo       | Sanne Cant        | Kaitlin Keough    | Ellen Noble            | Sanne Cant                 |
| 22/10/2017 | Duinencross, Koksijde                | Maud Kaptheijns   | Sophie de Boer    | Sanne Cant             | Sanne Cant                 |
| 19/11/2017 | Cross Denmark, Bogense               | Sanne Cant        | Helen Wyman       | Kaitlin Keough         | Sanne Cant                 |
| 25/11/2017 | Wereldbeker Zeven, Zeven             | Sanne Cant        | Helen Wyman       | Katherine Compton      | Sanne Cant                 |
| 17/12/2017 | Citadelcross, Namen                  | Evie Richards     | Nikki Brammeier   | Eva Lechner            | Sanne Cant                 |
| 26/12/2017 | GP Eric De Vlaeminck, Heusden-Zolder | Sanne Cant        | Katherine Compton | Eva Lechner            | Sanne Cant                 |
| 21/01/2018 | Cyclocross Nommay, Nommay            | Katherine Compton | Kaitlin Keough    | Pauline Ferrand-Prévot | Sanne Cant                 |
| 28/01/2018 | GP Adrie van der Poel, Hoogerheide   | Sanne Cant        | Eva Lechner       | Evie Richards          | Sanne Cant                 |

### Eindstand
| Pos. | Renster           | Team                       | IOW | WAT | KOK | BOG | ZEV | NAM | HEU | NOM | HOO | Punten |
| ---- | ----------------- | -------------------------- | --- | --- | --- | --- | --- | --- | --- | --- | --- | ------ |
| 1    | Sanne Cant        | Beobank-Corendon           | 3   | 1   | 3   | 1   | 1   | 12  | 1   | 12  | 1   | 608    |
| 2    | Kaitlin Keough    | Cylance Pro Cycling        | 2   | 2   | 8   | 3   | 11  | 6   | 16  | 2   | 5   | 501    |
| 3    | Eva Lechner       | CLIF PRO TEAM              | 10  | 13  | 11  | 4   | 7   | 3   | 3   | 7   | 2   | 476    |
| 4    | Nikki Brammeier   | Boels Dolmans Cycling Team | 9   | 19  | 9   | 10  | 8   | 2   | 11  | 14  | 8   | 401    |
| 5    | Katherine Compton | Trek Cyclocross Collective | 19  | 42  | 5   | –   | 3   | 4   | 2   | 1   | 22  | 400    |
| 6    | Kateřina Nash     | CLIF PRO TEAM              | 1   | 6   | –   | 6   | 4   | 7   | 14  | 11  | 20  | 396    |
| 7    | Helen Wyman       | Kona Factory Team          | 16  | 25  | 7   | 2   | 2   | 15  | 27  | 4   | 27  | 393    |
| 8    | Ellen Van Loy     | Telenet-Fidea Lions        | 12  | 7   | 12  | 5   | 23  | 11  | 8   | 9   | 15  | 375    |
| 9    | Maud Kaptheijns   | Veranda's Willems-Crelan   | 5   | 10  | 1   | –   | 28  | 18  | 9   | 19  | 10  | 351    |
| 10   | Sophie de Boer    | Breepark                   | 4   | 4   | 2   | 11  | 5   | 13  | 37  | –   | –   | 337    |

## Reglementen

### Registratie deadlines deelnemers
In onderstaande tabel staan de registratie deadlines voor het inschrijven van deelnemers.
| Datum    | Datum      | Locatie                              | Categorieën | Categorieën | Categorieën | Categorieën | Registratie opening | Registratie deadline | Inschrijflijst publicatie |
| Datum    | Datum      | Locatie                              | ME          | WE          | MU          | MJ          | Registratie opening | Registratie deadline | Inschrijflijst publicatie |
| -------- | ---------- | ------------------------------------ | ----------- | ----------- | ----------- | ----------- | ------------------- | -------------------- | ------------------------- |
| Zondag   | 17/09/2017 | Jingle Cross, Iowa City              | X           | X           |             |             | Do. 07/09/2017      | Ma. 11/09/2017       | Di. 12/09/2017            |
| Zondag   | 24/09/2017 | Wereldbeker Waterloo, Waterloo       | X           | X           |             |             | Do. 14/09/2017      | Ma. 18/09/2017       | Di. 19/09/2017            |
| Zondag   | 22/10/2017 | Duinencross, Koksijde                | X           | X           | X           | X           | Do. 12/10/2017      | Ma. 16/10/2017       | Di. 17/10/2017            |
| Zondag   | 19/11/2017 | Cross Denmark, Bogense               | X           | X           | X           | X           | Do. 09/11/2017      | Ma. 13/11/2017       | Di. 14/11/2017            |
| Zaterdag | 25/11/2017 | Wereldbeker Zeven, Zeven             | X           | X           | X           | X           | Do. 16/11/2017      | Ma. 20/11/2017       | Di. 21/11/2017            |
| Zondag   | 17/12/2017 | Citadelcross, Namen                  | X           | X           | X           | X           | Do. 07/12/2017      | Ma. 11/12/2017       | Di. 12/12/2017            |
| Dinsdag  | 26/12/2017 | GP Eric De Vlaeminck, Heusden-Zolder | X           | X           | X           | X           | Do. 14/12/2017      | Di. 19/12/2017       | Wo. 20/12/2017            |
| Zondag   | 21/01/2018 | Cyclocross Nommay, Nommay            | X           | X           | X           | X           | Do. 11/01/2018      | Ma. 15/01/2018       | Di. 16/01/2018            |
| Zondag   | 28/01/2018 | GP Adrie van der Poel, Hoogerheide   | X           | X           | X           | X           | Do. 18/01/2018      | Ma. 22/01/2018       | Di. 23/01/2018            |

## Prijzengeld
In onderstaande tabel volgt de verdeling van het prijzengeld per categorie.
| Pos.   | Per cross    | Per cross     | Per cross  | Per cross       | Algemeen klassement | Algemeen klassement |
| Pos.   | Mannen elite | Vrouwen elite | Mannen U23 | Mannen junioren | Mannen elite        | Vrouwen elite       |
| ------ | ------------ | ------------- | ---------- | --------------- | ------------------- | ------------------- |
| 1.     | € 5.000      | € 2.000       | € 175      | € 150           | € 30.000            | € 20.000            |
| 2.     | € 3.500      | € 1.500       | € 120      | € 100           | € 20.000            | € 16.000            |
| 3.     | € 3.000      | € 1.000       | € 90       | € 70            | € 16.000            | € 12.000            |
| 4.     | € 2.700      | € 800         | € 70       | € 60            | € 14.000            | € 10.000            |
| 5.     | € 2.500      | € 600         | € 60       | € 50            | € 12.000            | € 8.000             |
| 6.     | € 2.000      | € 450         | € 50       | € 50            | € 10.000            | € 6.000             |
| 7.     | € 1.800      | € 450         | € 50       | € 50            | € 9.000             | € 4.000             |
| 8.     | € 1.600      | € 450         | € 50       | € 40            | € 8.000             | € 3.000             |
| 9.     | € 1.400      | € 400         | € 50       | € 40            | € 7.000             | € 2.500             |
| 10.    | € 1.200      | € 400         | € 50       | € 40            | € 6.000             | € 2.000             |
| 11.    | € 1.000      | € 300         | € 30       | € 30            | € 5.000             | € 1.500             |
| 12.    | € 900        | € 300         | € 30       | € 30            | € 4.000             | € 1.500             |
| 13.    | € 850        | € 250         | € 30       | € 30            | € 3.000             | € 1.500             |
| 14.    | € 800        | € 250         | € 30       | € 30            | € 3.000             | € 1.000             |
| 15.    | € 750        | € 250         | € 30       | € 30            | € 2.000             | € 1.000             |
| 16.    | € 700        | € 200         | € 20       | –               | € 2.000             | –                   |
| 17.    | € 650        | € 200         | € 20       | –               | € 1.000             | –                   |
| 18.    | € 600        | € 200         | € 20       | –               | € 1.000             | –                   |
| 19.    | € 550        | € 200         | € 20       | –               | € 1.000             | –                   |
| 20.    | € 500        | € 200         | € 20       | –               | € 1.000             | –                   |
| 21-30  | € 450        | –             | –          | –               | –                   | –                   |
| 31-40  | € 300        | –             | –          | –               | –                   | –                   |
| Totaal | € 39.500     | € 10.400      | € 1.015    | € 800           | € 155.000           | € 90.000            |

 Jingle Cross · 
 Wereldbeker Waterloo · 
 Duinencross · 
 Denmark Cross
 Wereldbeker Zeven · 
 Citadelcross · 
 GP Eric De Vlaeminck · 
 Wereldbeker Nommay
 GP Adrie van der Poel
Kampioenschappen:  Wereldkampioenschappen ·
 Europese kampioenschappen ·
 Belgische kampioenschappen ·
 Nederlandse kampioenschappen
Klassementen:  Wereldbeker ·
 Superprestige ·
 DVV Verzekeringen/IJsboerke Trofee ·
 EKZ CrossTour ·
 TOI TOI Cup ·
 Coupe de France ·
 Copa de España ·
 New England Series ·
 US Cup
Overig:  Brico Cross ·
 Soudal Classics
Geen UCI-cat.:  Giro d'Italia Ciclocross
1993-1994 · 1994-1995 · 1995-1996 · 1996-1997 · 1997-1998 · 1998-1999 · 1999-2000 · 2000-2001 · 2001-2002 · 2002-2003 · 2003-2004 · 2004-2005 · 2005-2006 · 2006-2007 · 2007-2008 · 2008-2009 · 2009-2010 · 2010-2011 · 2011-2012 · 2012-2013 · 2013-2014 · 2014-2015 · 2015-2016 · 2016-2017 · 2017-2018 · 2018-2019 · 2019-2020 · 2020-2021 · 2021-2022 · 2022-2023 · 2023-2024 · 2024-2025